# Keller-Dénes Emőke
Keller-Dénes Emőke névvariáns: Dénes Emőke (Nagyvárad, 1988. március 29.–) magyar színésznő, bábművész.

## Életpályája
Nagyváradon született, családja a közeli Bors faluban élt. Középiskoláit a Lorántffy Zsuzsanna Református Általános Iskola és Gimnáziumban végezte. Kolozsváron a Babeș–Bolyai Tudományegyetemen szerzett színészi diplomát 2010-ben és a szombathelyi Mesebolt Bábszínházhoz szerződött. 2016-tól a debreceni Vojtina Bábszínházban és a kecskeméti Ciróka Bábszínházban szerepelt. Játszott a Kőszegi Várszínházban is. 2021-2023 között a szombathelyi Weöres Sándor Színház tagja volt. Zeneszerzéssel is foglalkozik, amelyben alkotótársa, férje: Keller Máté zenész.

## Színházi szerepeiből
- William Shakespeare: Szentivánéji álom... Heléna
- William Shakespeare: Vízkereszt, vagy bánom is én... szereplő
- Barta Lajos: Szerelem... Nelli
- Lázár Ervin: A legkisebb boszorkány... szereplő
- Sütő András: Csillagvitéz (Kalandozások Ihajcsuhajdiában)... szereplő
- Weöres Sándor: A holdbéli csónakos... szereplő
- Szabó T. Anna: Világnak világa... szereplő
- Galuska László Pál: A farkas és a kecskegidák... szereplő
- Galuska László Pál: Madarak voltunk... szereplő
- Urbán Gyula: Minden egér szereti a sajtot... szereplő
- Grimm fivérek: Hófehérke és a hét törpe... szereplő
- Hans Christian Andersen – Kolozsi Angéla: A rút kiskacsa... szereplő
- Akárki (moralitás játék)... Vagyon
- Hana Januszewska: A gyáva kistigris... szereplő
- Szász Ilona: A vitéz szabólegény... szereplő
- Dániel András: Kicsibácsi és Kicsinéni (meg az Imikém)... szereplő
- Veres András: Holle anyó... szereplő

## Színházi zenéiből
- Az ördög kútja – vasi mende-mondák (Mesebolt Bábszínház)
- Tótágas avagy bolond mesék (Szatmárnémeti Bábtagozat)
- Ilók, Mihók és más bolondságok (Griff Bábszínház)

## Film és sorozatszerepei
- Legyetek szeretettel (2023)